# Zeitsprung mit Q
Zeitsprung mit Q (Originaltitel: Q Who) ist die 42. Episode der US-Fernsehserie Raumschiff Enterprise – Das nächste Jahrhundert. Sie wurde in den USA im Mai 1989 erstmals ausgestrahlt, in Deutschland im April 1992. Sie handelt vom ersten Kontakt der Enterprise-Besatzung mit den feindlichen Borg, einer Spezies mit Kollektivbewusstsein, bei deren Vertretern es sich um Mensch-Maschinen-Hybriden handelt.

## Handlung
Unerwartet wird Captain Picard durch Q von der Enterprise entführt und in ein ebenfalls entführtes Shuttleschiff versetzt. Picards Verschwinden wird auf der Enterprise erst bekannt, nachdem Guinan und Troi eine ihnen unangenehme Empfindung haben. Unter der Voraussetzung, dass Picard Qs Vorschläge anhört, versetzt Q Picard zurück auf die Enterprise, wo er – zur beiderseitigen Abscheu – Guinan begegnet. Er bittet darum, auf der Enterprise dienen zu dürfen, und begründet dies damit, dass die Crew nicht auf die Gefahren in der Galaxie vorbereitet sei. Nachdem Picard entschieden abgelehnt hat, versetzt Q die Enterprise mit den Worten „Dann wollen wir mal sehen, wie gut Sie vorbereitet sind!“ an eine 7000 Lichtjahre entfernte Position in der Galaxis.
Dort begegnet die Enterprise einem kubusförmigen Raumschiff der Borg, einer Rasse mit kollektivem Bewusstsein und mit Lebewesen, die aus humanoidem Körper und damit verbundenen Maschinen bestehen. Picard und seine Kollegen erfahren von Guinan, dass die Borg einst den Großteil von Guinans Volk ausgelöscht und die Überlebenden durch die Galaxis verstreut haben. Nachdem zwei Borg den Maschinenraum der Enterprise untersucht haben, erfasst das Schiff die Enterprise mit einem Traktorstrahl, schneidet mit einem Laser ein Loch in die Untertassensektion der Enterprise und tötet dabei 18 Besatzungsmitglieder. Nur durch Phaserbeschuss der höchsten Energiestufe kann der Traktorstrahl schließlich zerstört werden, wodurch die Crew eine Atempause erhält.
Um mehr über die Borg zu erfahren, schickt Picard ein Außenteam auf das mit unzähligen Alkoven bestückte Borgschiff, wo man sie schlichtweg ignoriert, da sie aus Sicht der Borg keine Bedrohung darstellen. Das Team entdeckt unter anderem, dass die Borg über eine weitaus höher entwickelte Technologie als die Föderation verfügen und sich selbst regenerieren können. Daraufhin ergreift die Enterprise die Flucht, wird jedoch verfolgt und verliert durch Beschuss ihre Schutzschilde. Die eigenen Waffen erweisen sich nun als wirkungslos, sodass die Übernahme des Schiffes unausweichlich scheint. Picard gesteht gegenüber Q gezwungenermaßen ein, dass man offensichtlich nicht auf alles vorbereitet war und dass er dessen Hilfe benötigt. Daraufhin versetzt Q die Enterprise wieder zurück an deren Ausgangsposition.
Guinan erklärt dem Captain, dass die Borg – nun, da sie von der Existenz der Föderation wissen – sicherlich bald in Richtung des Föderationsgebietes fliegen würden. Picard meint nachdenklich, dass die Menschheit bisher möglicherweise wirklich zu selbstsicher agiert hat.

## Produktion
Die Borg verursachten eine Budget-Überschreitung von rund 50.000 Dollar. Es wurde ein Drehtag gestrichen, um die Episode wirtschaftlich in den Griff zu bekommen. Ursprünglich waren die Borg in den ersten Überlegungen als insektenartige Lebensformen geplant, die wie eine Art Termiten-Haufen agieren sollten. Dies wurde in eine Mensch-Maschine-Kombination abgeändert.
Der Charakter Sonya Gomez wurde in dieser Episode eingeführt. Sie war der Prototyp des nicht ganz so perfekten Mannschaftsmitgliedes. Der Charakter wurde nach einer weiteren Episode durch ein Machtwort von Gene Roddenberry gestrichen und durch den Nachfolger Lt. Barclay ersetzt. Roddenberry hatte keinerlei Einwände gegen die Borg.
Der deutsche Titel suggeriert eine Zeitreise, die jedoch in der Episode nicht stattfindet.

## Rezeption
Das US-Magazin Cinefantastique bewertete die Episode als nur eine von zweien der zweiten Staffel mit vier von vier Sternen und hob sie als zum Besten von Star Trek gehörend hervor.
Bei den Emmy Awards 1989 wurde die Episode in den Kategorien Beste Tonmischung für eine Dramaserie und Bester Tonschnitt für eine Serie prämiert, in der Kategorie Beste Leistung in visuellen Spezialeffekten blieb es bei der Nominierung.
Terry J. Erdmann und Paula M. Block listen Zeitsprung mit Q in ihrem 2008 erschienenen Referenzwerk Star Trek 101 als eine der zehn wichtigsten Folgen der Serie Raumschiff Enterprise – Das nächste Jahrhundert auf.
Matthew Fisher erstellte 2017 für die Website whatculture.com eine Liste der 30 besten Star-Trek-Folgen. Zeitsprung mit Q führte er hier auf Platz 10.

## Parodien und Anspielungen
1994–1995 wurde die Folge in Rahmen des Fandub-Projekts Sinnlos im Weltraum parodistisch neu auf Deutsch synchronisiert.